# Alexander Georgijewitsch Kotikow

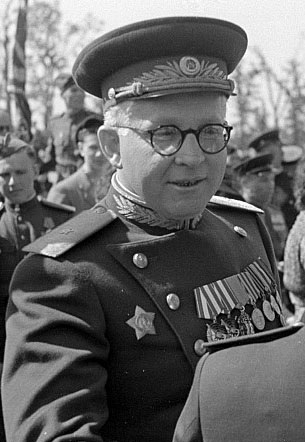
Alexander Georgijewitsch Kotikow, 1946

Alexander Georgijewitsch Kotikow (russisch Александр Георгиевич Котиков; * 14. Augustjul. / 27. August 1902greg. in Bakino im Gouvernement Tula, Russisches Kaiserreich; † 19. Juli 1981 in Moskau) war ein sowjetischer General und von 1946 bis 1950 Stadtkommandant des Sowjetischen Sektors von Berlin.

## Frühere Ausbildung und Zweiter Weltkrieg
Als Sohn einer Bauernfamilie bekam Kotikow eine Ausbildung zum Kupferschmied. 1920 trat er der Kommunistischen Partei bei. Später war er Berufsoffizier und politischer Instrukteur in der Roten Armee. Sein Sohn Genrich wurde 1926 geboren und nach Heinrich Heine genannt. Kotikow absolvierte 1930 die Militärakademie und war ab 1941 Stabsoffizier. Er war im Deutsch-Sowjetischen Krieg in Westrussland und im Baltikum eingesetzt. Durch seine Stabsstellung war er an den Kämpfen der Wolchow-Front beteiligt und auch an der Befreiung von Warschau und Berlin. 1944 wurde er zum Generalmajor ernannt. Bis zum Ende des Zweiten Weltkriegs war er Chef der politischen Abteilung der 61. sowjetischen Armee.

## Sowjetische Militäradministration Provinz Sachsen und Sachsen-Anhalt
Nach dem Krieg war Kotikow Chef der sowjetischen Militäradministration (SMA) für die Provinz Sachsen und nach deren Verschmelzung mit Anhalt für Sachsen-Anhalt mit Sitz in Halle (Saale). Damit war er zuständig für Zivil- und Wirtschaftsangelegenheiten in diesen Gebieten einschließlich der Demontage ostdeutscher Industriebetriebe für Reparationsleistungen. Kotikow führte am 20. Juli 1945 die Moskauer Zeit ein, wie sie auch in anderen Teilen der sowjetischen Besatzungszone galt. Diese Maßnahme hob er am 28. September 1945 wieder auf. Am 1. Februar 1946 nahm er in der Universität von Halle an der offiziellen Wiedereröffnungsfeier teil. Der SMA-Befehl Nr. 31 erlaubte die Weiterführung des Lehrbetriebes mit der Einschränkung, dass die Lehrtätigkeit in den Instituten für angewandte Physik, technische Chemie und Leibesübungen sowie in den Seminaren für Indogermanistik untersagt wurde.

## Als Kommandant des Sowjetischen Sektors Berlin 1946–1950

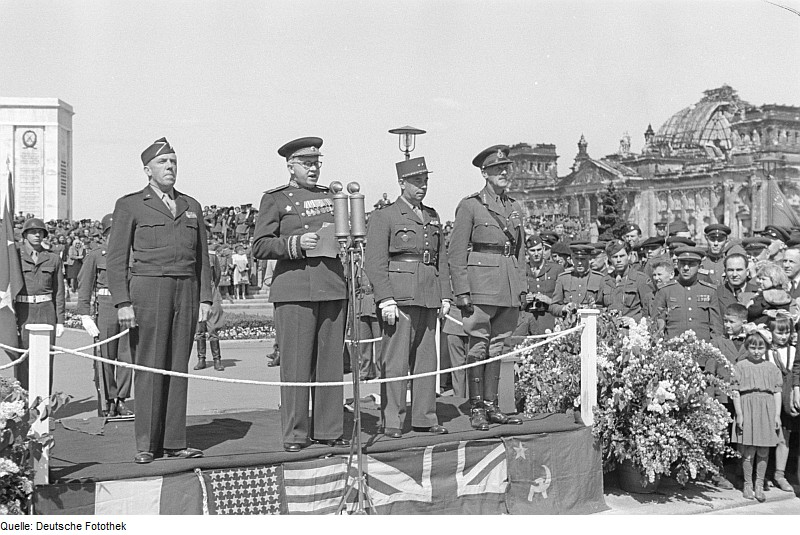
Kotikow hält eine Rede bei der Berliner Alliierten-Parade vor dem Reichstag am 8. Mai 1946. Dabei sind als Vertreter der Alliierten Kommandantur Generalmajor Ray W. Barker (links, USA) und Generalmajor Eric P. Nares (rechts außen, Großbritannien).

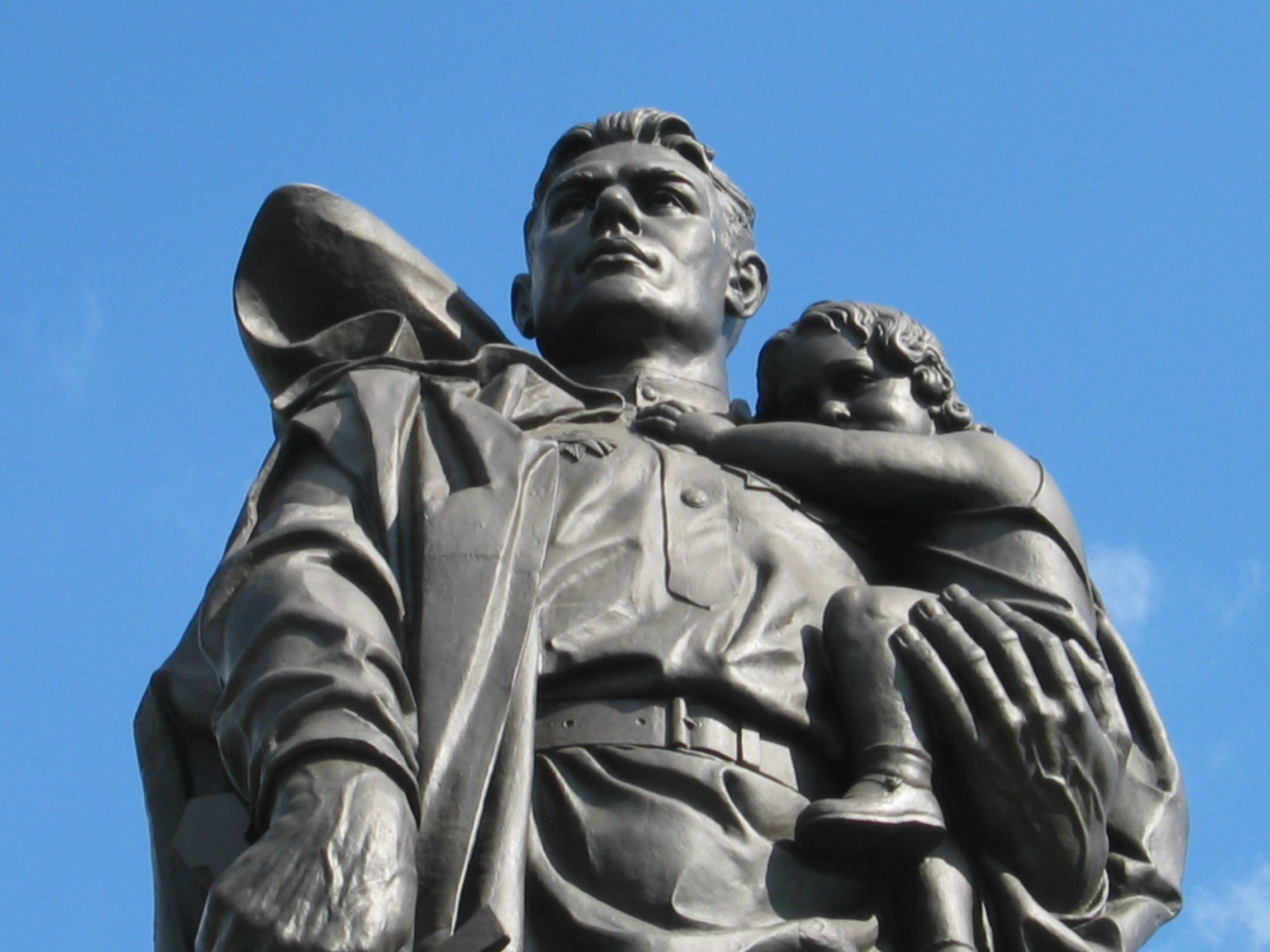
Sowjetisches Ehrenmal mit Darstellung der 1945 geborenen Tochter Kotikows

Ab 1946 war Kotikow Chef der Garnison und Kommandant des sowjetischen Sektors in Berlin. Er war für diese Stelle von Marschall  Georgi Schukow ausgewählt worden. Auf seine Initiative wurde ein warmes Mittagessen für Arbeiter und Angestellte der wichtigsten Industriezweige, der Kommunalwirtschaft und des Verkehrswesens eingeführt und als „Kotikow-Essen“ oder als „Kotikow-Teller“ bekannt. Mit den anderen alliierten Stadtkommandanten stimmte er den Befehlen für die ersten freien Wahlen innerhalb Berlins nach dem Zweiten Weltkrieg zu.  Vom 1. April 1946 bis zum 10. November 1949 war er Kommandant des Sowjetischen Sektors von Berlin. Vom 11. November 1949 bis zum 7. Juni 1950 Vertreter der sowjetischen Kontrollkommission in Berlin. Während der Berliner Luftbrücke war er der direkte Gegenspieler von US-General Frank L. Howley. Kotikow hatte den Beleidigten gespielt, als ein anderer US-Offizier statt General Howley an einer Tagung der Alliierten Kommandatura teilnahm und gab dies als Grund für das zukünftige Fehlen sowjetischer Teilnehmer auf Treffen der Kommandantur an. Dies geschah am 16. Juni 1948. Im Mai 1949 nahm er an der Einweihung des sowjetischen Ehrenmals in Berlin-Treptow mit Otto Grotewohl teil. Modell für das Mädchen, das auf diesem Gedenkmal dargestellt ist, war seine jüngste Tochter Swetlana (1945–1996), die später in Moskau Schauspielerin wurde.
Nach seiner Berliner Zeit war General Kotikow bei der sowjetischen Luftwaffe. 1955 trat er nach schwerer Krankheit in den Ruhestand. In seiner Freizeit beschäftigte er sich gerne mit dem Sammeln von Insekten.

## Orden und Auszeichnungen
- Suworoworden
- Rotbannerorden
- Ehrenbürger von Berlin: Verleihung am 8. Mai 1965; aberkannt am 29. September 1992[11]